# 红边竹
红边竹（学名：Phyllostachys rubromarginata）为禾本科刚竹属下的一个种。

## 扩展阅读
- 維基物種上的相關：红边竹